# مالاكيت
المالاكيت أو المَلاكيت أو المَلْكِيت أو المَلَكيت أو الدَّهْنَج هو معدن تركيبه كربونات النحاس القاعدية، وهو نوع من المعادن من فئة كربونات المعادن بصيغة Cu2CO3(OH)2.

## تفصيل
مشتقة من كلمة يونانية تعني الأخضر، ويرجع وجود هذا اللون الأخضر إلى تخلل النحاس في البلورات.
سبب لونه الأخضر الناصع المتميّز هو وجوده في المنطقة المجاورة تقريبا للترسبات النحاسية، والملاكايت دليل على وجود خامات النحاس في تلك المنطقة. بريق المالاكيت زجاجي أو حريري أو قاتم، وحكاكته أخضر فاتح ومكسره مقصب، وصلادته 4 ووزنه النوعي 4، ونظامه البلوري أحادي الميل.
يُصقل المالاكيت الخام بطريقة الشكل البيضاوي، الذي يُظهر جمال بلوراته، ويُستخرج المالاكيت غالباً من داخل مناجم النحاس على شكل بلورات حادة لا يتجاوز طولها عدة سنتيمترات، وعرضها ملليمترات قليلة، أو على هيئة كتل صغيرة مكونة من ألياف دقيقة جداً، وحسب اختلاف تجمعات هذه الألياف، يتباين اللون الأخضر فيصبح فاتحاً أو داكناً.
يوجد المالاكيت في زائير وزامبيا وزيمبابوي والسودان  في أفريقيا ، وويلز وروسيا في أوروبا وكذلك في أستراليا.
يستعمل الملاكايت كحجارة تزيينية وكحجر كريم وتصنع منه الأساور والعقود والخواتم والمشابك، ويفضل صناع الجواهر وضع إطارات من أسلاك الفضة حول الحلي المصنوعة من المالاكيت، لتضفي عليها المزيد من الجمال، وكذلك التماثيل الصغيرة وأواني الزهور وعلب الحلي، بالإضافة إلى استخدامه لتزيين القصور، خاصة قصور قياصرة روسيا، وقد استخدم الرسامون القدماء مسحوق المالاكيت كمادة ملونة خضراء في لوحاتهم، وهو متوفر وواسع الانتشار أكثر من الأزورايت الذي يوجد عادة معه.

## معرض صور

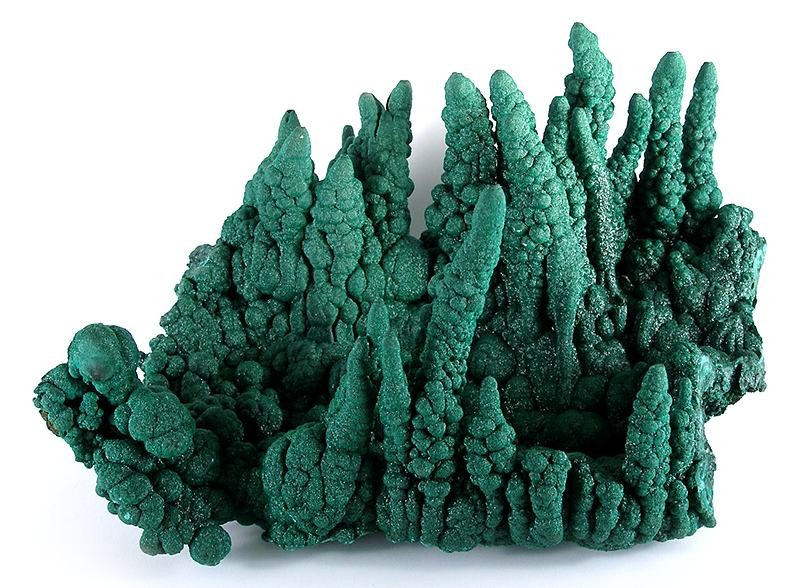
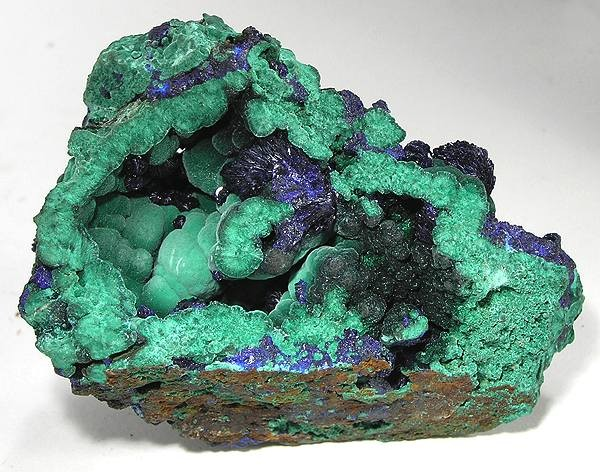
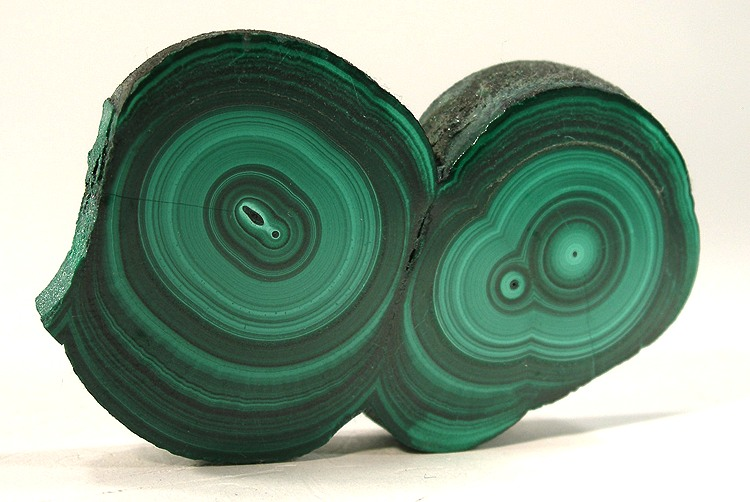
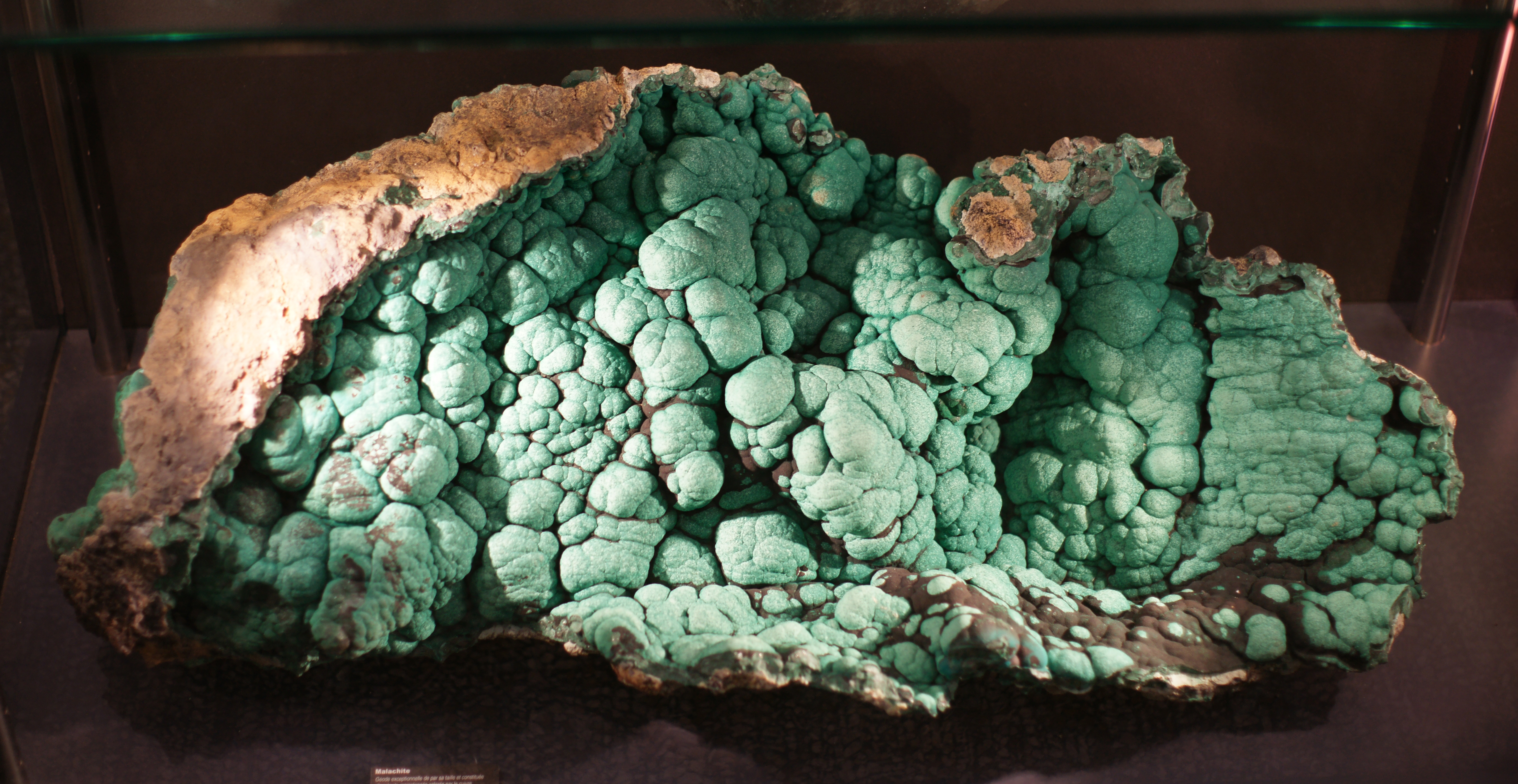
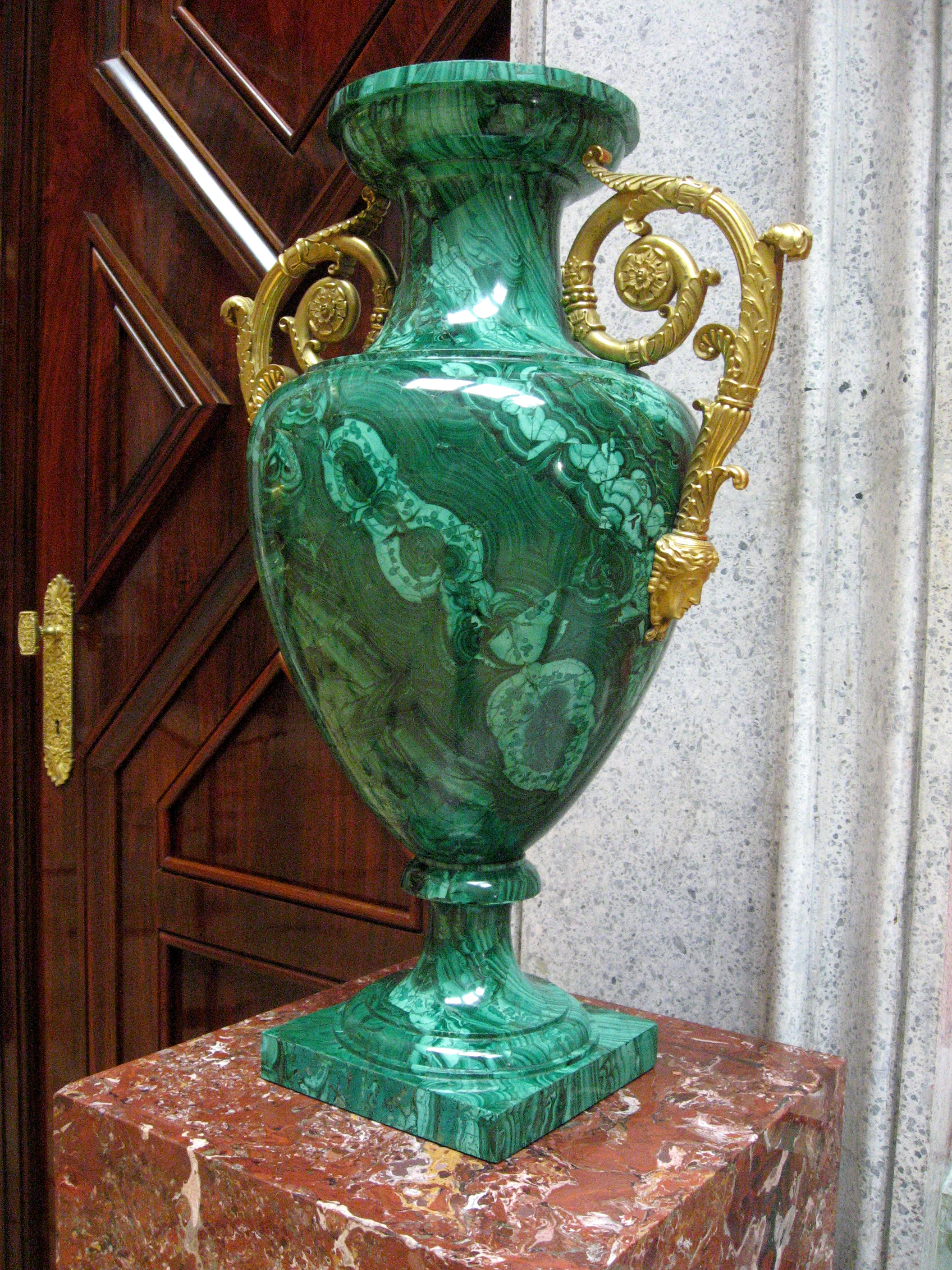